# دشتی (لارستان)
دشتی، روستایی در دهستان صحرای باغ بخش صحرای باغ شهرستان لارستان در استان فارس ایران است.
مردم این روستا اهل سنت از شاخه شافعی هستند یعنی از پیروان امام محمد ادریس شافعی هستند.
ودارای دبستان، مدرسه راهنمائی، دبیرستان دخترانه، دبیرستان پسرانه، برق، لوله کشی آب، مسجد، خانه بهداشت و مرکز بهداشتی می‌باشد.
و تعداد دشتی‌ها مقیم خارج از کشور در حدود ۴۰۰۰ نفر می‌باشد .
زبان مردم دشتی ، لهجه دشتنی از گویش اچمی میباشد.

## وجه تسمیت به دشتی
بعلت واقع شدن در دشت گسترده‌ای روستا «دشتی» نامیده شده‌است، همچنین گویند «دشتی» نام شخصی بوده که در این منطقه ساکن بوده و قلعه‌ای بنا نهاده‌است، این قلعه بنام «قلعه دشتی» مشهور گردیده‌است.اما بعضی دیگر می‌گویند چون در یک دشت واقع شده‌است، نامش «دشتی» گذاشته‌اند. دشتی در ۴ کیلومتری غرب روستای زروان قرار گرفته‌است. امروز روستای دشتی بعد از عماده ده بزرگ‌ترین روستاهای صحرای باغ به‌شمار می‌آید.

## امکانات
- برق
- لوله‌کشی آب
- خانه بهداشت
- بانک
- مدرسه
- مسجد

## آثار باستانی دشتی
در زمان‌های قدیم در «دشتی» قلعه‌ای وجود داشته که بنام 
«برج خان» معروف بوده‌است، و به‌وسیله آن مردم دشتی از روستای خود در برابر یاغیان حمایت می‌کردند. در اوائل سلطنت نادرشاه، محمدخان بلوچ که از دست قوای نادر فراری بوده‌است برای کمک گرفتن از مردم صحرای باغ در «قلعه خان دشتی» جا گرفته و از مردم خواسته که ایشان در برابر هجوم سردار نادر طهماسب قلی خان با ایشان بجنگند ولی مردم قبول نمی‌کنند، نیروی نادر می‌رسد و قلعه را تسخیر می‌کند، آثار این قلعه بزرگ هنوز باقی مانده‌است. « خان دشتی » مردی دلاور و شجاع بود که در برابر ظلم و زور گویان خوانین منطقه پایداری می‌کرد که سر انجام با نقشه‌ای خائنانه توسط عمال حکومت وقت به شهادت می‌رسد. 
این تاریخ در بین سال‌های ۱۱۴۷ هجری قمری رخ داده‌است که نشان می‌دهد روستای دشتی هم مانند باقی دهاتهای صحرای باغ خیلی هم جدید نیست از آثار قدیم دشتی بعد از قلعه، آب‌انبار (برکه) شیخ عماد می‌باشد که در قرن هفتم هجری توسط شیخ عماد انصاری که در آن زمان در پاسخند سکونت داشته درست کرده‌است.

## جمعیت
بر پایه سرشماری عمومی نفوس و مسکن در سال ۱۳۹۵، جمعیت این روستا برابر با ۱٬۵۲۲ نفر (۴۰۷ خانوار) بوده است.